# قهورد سفلی
قهورد سفلی، روستایی است در شمال غربی استان همدان، بخش گل تپه ،دهستان مهربان سفلی، شهرستان کبودراهنگ واقع شده‌است.
از مجموعه دسترسی ها این روستا می توان به موارد زیر اشاره کرد.
۱-  جایگاه سوخت 
۲-  مرکز درمانی و بهداشتی 
۳- دستگاه ATM  
۴- فروشگاه خوار بار -فروشگاه لوازم خانگی و پوشاک و...
۵- تعویض روغنی و تعمیر گاه
۶- نیروگاه برق
۷-نمایندگی ایرانسل
۸-عکاسی
مردم این روستا به زبان کردی گروسی تکلم می‌کنند. 
اماکن تفریحی 
در پنج کیلومتری این روستا به سمت بیجار مکانی به نام امام دانیال(در زبان محلی) قرار دارد که سنگ های جدا شده از صخره‌ها نمای زیبایی به این مکان داده و جایگاه مناسبی برای علاقه مندان به ورزش صخره نوردی می باشد۲-در یک کیلومتری این روستا به سمت روستای سرایجوق سمت چپ جاده و جایگاه قدیمی روستایی قهورد سفلی طبیعت جنگلی و سرسبزی قرار دارد که جایگاه مناسبی برای استراحت مسافرین می باشد.۳- در یک کیلومتری این روستا به سمت گل تپه سمت راست جاده مکانی به نام محلی (پینبر)وجود دارد که در فصل بهار تا اواخر تیرماه چمنزار روستا و رودخانه قدیمی بنام تالوار که از وسط چمنزار می‌گذرد زیبایی و جلوه خاصی به این روستا می دهد

## جمعیت
جمعیت این روستا طبق سرشماری عمومی نفوس و مسکن ۱۳۹۵، ۱۵۷ خانوار و ۹۸۰ نفر است.